# جو كونلي (كاتب)
جو كونلي (بالإنجليزية: Joe Connelly)‏ هو منتج أفلام وكاتب سيناريو أمريكي، ولد في 22 أغسطس 1917 في نيويورك في الولايات المتحدة، وتوفي في 13 فبراير 2003 في شاطئ نيوبورت في الولايات المتحدة.

## وصلات خارجية
- جو كونلي على موقع IMDb (الإنجليزية)
- جو كونلي على موقع قاعدة بيانات الفيلم (الإنجليزية)